# Bocaiuva (gemeente)
Bocaiuva is een gemeente in de Braziliaanse deelstaat Minas Gerais. De gemeente telt 46.624 inwoners (schatting 2009).

## Aangrenzende gemeenten
De gemeente grenst aan Botumirim, Buenópolis, Carbonita, Claro dos Poções, Diamantina, Engenheiro Navarro, Glaucilândia, Guaraciama, Itacambira, Joaquim Felício, Montes Claros, Olhos-d'Água en Turmalina.

## Verkeer en vervoer
De plaats ligt aan de wegen BR-135 en BR-451.